# Rite gallican
Le rite gallican désigne les « rite et chant chrétiens primitifs de la Gaule franque, qui furent connus de l'Espagne, d'une partie de la Suisse alémanique, de la région rhénane et même des églises celtiques de Grande-Bretagne ». Le rite gallican est remplacé au début du IXe siècle par le rite grégorien, à la suite des efforts de Charlemagne.